# Tuur Dierckx
Tuur Dierckx (Ranst, 9 maggio 1995) è un calciatore belga, attaccante dello Sporting Hasselt.

## Statistiche

### Presenze e reti nei club
Statistiche aggiornate all'8 gennaio 2018.
| Stagione            | Squadra            | Campionato         | Campionato | Campionato | Coppe nazionali | Coppe nazionali | Coppe nazionali | Coppe continentali | Coppe continentali | Coppe continentali | Altre coppe | Altre coppe | Altre coppe | Totale | Totale | Totale |
| Stagione            | Squadra            | Comp               | Pres       | Reti       | Comp            | Pres            | Reti            | Comp               | Pres               | Reti               | Comp        | Pres        | Reti        | Pres   | Reti   |        |
| ------------------- | ------------------ | ------------------ | ---------- | ---------- | --------------- | --------------- | --------------- | ------------------ | ------------------ | ------------------ | ----------- | ----------- | ----------- | ------ | ------ | ------ |
| 2013-2014           | Club Bruges        | D1                 | 5+1        | 0          | CB              | -               | -               | UEL                | 1                  | -                  | -           | -           | -           | 7      | 0      |        |
| set. 2014-feb. 2015 | Kortrijk           | D1                 | 17         | 3          | CB              | 2               | 2               | -                  | -                  | -                  | -           | -           | -           | 19     | 5      |        |
| feb.-giu. 2015      | Club Bruges        | D1                 | 7+6        | 0+1        | CB              | 2               | 0               | UEL                | 5                  | 0                  | -           | -           | -           | 20     | 1      |        |
| 2015-2016           | Club Bruges        | D1                 | 24+1       | 5          | CB              | 4               | 0               | UCL+UEL            | 3+2                | 0                  | SB          | 0           | 0           | 34     | 5      |        |
| Totale Club Bruges  | Totale Club Bruges | Totale Club Bruges | 44         | 6          |                 | 6               | 0               |                    | 11                 | 0                  |             | 0           | 0           | 61     | 6      |        |
| 2016-2017           | Anversa            | D2                 | 23+2       | 4+1        | CB              | 2               | 1               | -                  | -                  | -                  | -           | -           | -           | 27     | 6      |        |
| 2017-2018           | Waasland-Beveren   | D1                 | 16         | 2          | CB              | 3               | 1               | -                  | -                  | -                  | -           | -           | -           | 19     | 3      |        |
| Totale carriera     | Totale carriera    | Totale carriera    | 100+2      | 15+1       |                 | 13              | 4               |                    | 11                 | 0                  |             | 0           | 0           | 126    | 20     |        |

## Palmarès

### Club

#### Competizioni nazionali
- Coppa del Belgio: 1

Club Bruges: 2014-2015
- Campionato belga: 1

Club Bruges: 2015-2016
- Tweede klasse: 2

Anversa: 2016-2017
Westerlo: 2021-2022